# Jag tror på oss

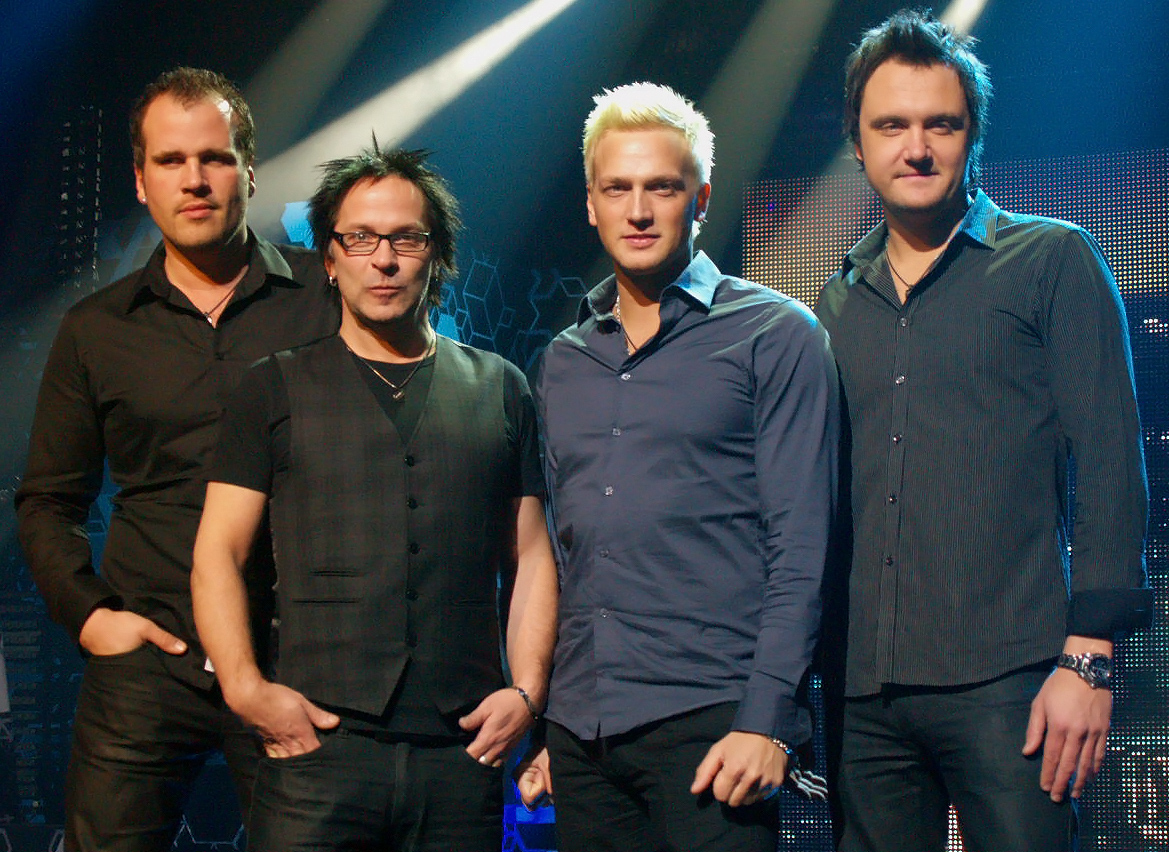
Scotts i samband med Melodifestivalen 2009.

Jag tror på oss, skriven av Lars "Dille" Diedricson, Martin Hedström och Ingela "Pling" Forsman, är en trafik-relaterad sång som blev Scotts bidrag till Melodifestivalen 2009. Via semifinalen i Scandinavium i Göteborg den 7 februari 2009, gick den vidare till Andra chansen och misslyckades med att nå finalen.
På den svenska singellistan blev det en 32:a plats. Melodin testades på Svensktoppen den 12 april 2009. men misslyckades med att ta sig in.
Låten lades senare under 2009 som bonusspår på Scotts studioalbum Längtan.
After Dark ebjöds tidigare att medverka med låten, men tackade nej efter en schemakrock.

## Listplaceringar
| Lista (2009) | Topplacering |
| ------------ | ------------ |
| Sverige      | 32           |